# الکساندر کوچرا
الکساندر کوچرا (انگلیسی: Alexander Kutschera؛ زادهٔ ۲۱ مارس ۱۹۶۸) بازیکن فوتبال اهل آلمان است.
از باشگاه‌هایی که در آن بازی کرده‌است می‌توان به باشگاه فوتبال بایرن مونیخ، باشگاه فوتبال بلاو-وایس ۹۰ برلین، باشگاه فوتبال مونیخ ۱۸۶۰، باشگاه فوتبال آینتراخت فرانکفورت، باشگاه فوتبال بایرن مونیخ ۲، باشگاه فوتبال خرز، و باشگاه فوتبال اوردینگن ۰۵ اشاره کرد.